# Diospyros trengganuensis
Diospyros trengganuensis är en tvåhjärtbladig växtart som beskrevs av Francis S.P. Ng. Diospyros trengganuensis ingår i släktet Diospyros och familjen Ebenaceae. Inga underarter finns listade i Catalogue of Life.